# Colin Cunningham
Colin Cunningham (Los Ángeles, California, 20 de agosto de 1966) es un actor estadounidense conocido principalmente por sus papeles en Falling Skies y Stargate SG-1.

## Vida personal
Colin Alexander Cunningham nació el 20 de agosto de 1966 en Los Ángeles. Sus padres son Kay Cunningham y Willie John Hanna (nacido como Bill Cunningham). Tiene un hermano y una hermana, Ron Cunningham y Rainy Dan Lorell
Siendo adolescente, se pasó mucho tiempo viajando, intentando decidir qué rumbo tomar con su vida.
Empezó en la actuación debido a un reto de un amigo, que le retó a presentarse a una audición junto a él. Se presentó, consiguió el papel y le entró interés por la actuación.
Fue miembro fundador de la Open Fist Theatre Company, una organización teatral sin ánimo de lucro, en 1990. En principio, era una compañía pequeña, de unos 50 miembros. Señala que, después de las audiciones, quienes no habían sido seleccionados se ocuparían del escenario, las luces o el sonido.
En 1993, se fue a vivir a Vancouver, donde estudió dirección en la Vancouver Film School. En cambio, nunca estudió actuación.
Allí, estuvo trabajando en proyectos de bajo presupuesto para ir ganando experiencia.
Toca el saxo tenor en un grupo llamado "WHAT-THE-FUNK!", una banda de funk y soul con base en Nueva York originada en 2013.

## Carrera
Dice que acude a los cástines procurando no saber mucho sobre la serie, para que la importancia de esta no le afecte, ni por presión ni por darle poca importancia. Asimismo, asiste disfrazado como el personaje al mismo, prefiriendo además que sus personajes no se parezcan a él.
En los años 90, participó en obras de teatro como Exit the King, Before Eva (que también dirigió y produjo), y Professor George.
Ha producido varios cortos, como  Just a Number, A Question of Conscience, y Ryan, así como 2 obras teatrales y varios vídeos musicales para Country Music Television, (algunos de los cuales han obtenido premios).
Con la experiencia que fue adquiriendo, guionizó una película, Zacharia Farted, recibiendo buenas críticas.
En 2009, obtiene prestigio como director con Centigrade, llegando a tener buenas opciones de estar nominada a los premios de la Academia.

## Filmografía

### Actor

#### Películas
| Año  | Título                                                      | Papel                   | Notas                    |
| ---- | ----------------------------------------------------------- | ----------------------- | ------------------------ |
| 1995 | Hard Evidence                                               | Dietrich                |                          |
| 1998 | Zacharia Farted                                             | Michael Bates           |                          |
| 1999 | The Silencer                                                | Hale Bryant             |                          |
| 2000 | Best in Show                                                | Carnicero de Nueva York |                          |
| 2000 | El sexto día                                                | Tripp                   |                          |
| 2001 | Antitrust                                                   | Guardia del edificio 20 |                          |
| 2003 | Stealing Sinatra                                            | John Foss               |                          |
| 2004 | The 30 Second Guaranteed Foolproof Ancient Cantonese Method | Fumador                 | Cortos                   |
| 2005 | Say Yes                                                     | Estafador               | Cortos                   |
| 2005 | Elektra                                                     | McCabe                  |                          |
| 2006 | The Entrance                                                | Agente Banks            |                          |
| 2006 | Incident at Alma                                            | Reverendo Wilkens       | Cortos                   |
| 2006 | Insider Trading                                             | Thomas Reid             | Cortos                   |
| 2007 | Centigrade                                                  | Hombre                  | Cortos                   |
| 2007 | Human Resources                                             | Gerald                  | Cortos                   |
| 2007 | Breakfast with Scot                                         | Billy                   |                          |
| 2008 | Stargate: Continuum                                         | Mayor Paul Davis        | Película directa a vídeo |
| 2011 | Afghan Luke                                                 | Christer                |                          |
| 2011 | Rise of the Damned                                          | Zan                     |                          |
| 2012 | Goal!                                                       | Comentarista (voz)      |                          |
| 2014 | The Historian                                               | Chris Fletcher          |                          |
| 2014 | Guardian Angel                                              | Gregor Sarkoff          |                          |
| 2014 | The Matter of Magic                                         | Sam                     | Corto                    |
| 2015 | Numb                                                        | Trampero                |                          |
| 2017 | Little Pink House                                           | Billy Von Winkle        |                          |
| 2021 | Bashira                                                     | John                    |                          |
| 2024 | Horizon: An American Saga - Capítulo 1                      | Cunningham              |                          |

* Fuente: Imdb

#### Series
| Año         | Título                                                           | Papel                                   | Notas                                                                |
| ----------- | ---------------------------------------------------------------- | --------------------------------------- | -------------------------------------------------------------------- |
| 1994        | For the Love of Nancy                                            | Interno                                 | Película para televisión                                             |
| 1994        | Robin's Hoods                                                    | Madison                                 | Episodio "Double or Nothing"                                         |
| 1995        | The Commish                                                      | Morris                                  | Episodio "The Johnny Club"                                           |
| 1995        | The Marshal                                                      | Speedy                                  | Episodio "The Ballad of Lucas Burke"                                 |
| 1995-1996   | The X-Files                                                      | Varios                                  | 3 episodios                                                          |
| 1996        | The Outer Limits                                                 | Profesor George Ernst                   | Episodio "Worlds Apart"                                              |
| 1996        | Robin of Locksley                                                | Walter Nottingham                       | Películas para televisión                                            |
| 1996        | Captains Courageous                                              | Manuel                                  | Películas para televisión                                            |
| 1997        | Volcano: Fire on the Mountain                                    | Stan Sinclair                           | Películas para televisión                                            |
| 1997        | Hostile Force                                                    | Larry                                   | Películas para televisión                                            |
| 1997        | Dead Fire                                                        | Cal Brody                               | Películas para televisión                                            |
| 1997        | Five Desperate Hours                                             | Wesley Ballard                          | Películas para televisión                                            |
| 1997-1998   | Dead Man's Gun                                                   | Varios                                  | 2 episodios                                                          |
| 1998        | The Sentinel                                                     | Dr. Burke                               | Episodio "Mirror Image"                                              |
| 1998        | Viper                                                            | Dr. Peter Markham                       | Episodio "Trust No One"                                              |
| 1998        | La red                                                           | Josh Brand                              | Episodio "Lucy's Life"                                               |
| 1998        | It's True!                                                       | Ayudante Hammer                         | Episodio "The Rats of Rumfordton", piloto                            |
| 1998-2005   | Stargate SG-1                                                    | Mayor Paul Davis                        | 15 episodios                                                         |
| 1999        | The Crow: Stairway to Heaven                                     | Cardosa                                 | Episodio "Brother's Keeper"                                          |
| 1999        | Y2K                                                              | Ross Singer                             | Película para televisión                                             |
| 1999-2001   | Beggars and Choosers                                             | Herb Kolodny                            | 24 episodios                                                         |
| 2000        | Final Ascent                                                     | Wayne                                   | Película para televisión                                             |
| 2000-2001   | Big Sound                                                        | Nick Keester                            | 2 episodios                                                          |
| 2001        | Dead Last                                                        | Ray Varner                              | Episodio "Piloto"                                                    |
| 2001        | Strange Frequency                                                | Jay, el agente musical                  | Episodio "A Change Will Do You Good"                                 |
| 2001        | Dark Angel                                                       | Transhumano. DAC                        | Episodio "Bag 'Em"                                                   |
| 2001        | UC: Undercover                                                   | Agente Roger Faraday                    | Episodio "Nobody Rides for Free"                                     |
| 2001-2002   | Cold Squad                                                       | Sean Ryerson                            | 3 episodios                                                          |
| 2002        | Mysterious Ways                                                  | Mike Hughes                             | Episodio "Friends in Need"                                           |
| 2002        | Mr. St. Nick                                                     | Agente Nardo                            | Película para televisión                                             |
| 2002-2005   | Da Vinci's Inquest                                               | Detective Brian Curtis                  | 33 episodios                                                         |
| 2003        | The Twilight Zone                                                | Seth                                    | Episodio "The Path"                                                  |
| 2003        | Smallville                                                       | Nicky                                   | Episodio "Insurgence"                                                |
| 2003        | Out of Order                                                     | Ejecutivo de la cadena                  | 6 episodios                                                          |
| 2003        | Behind the Camera: The Unauthorized Story of 'Three's Company'   | Steve, novio de Joyce DeWitt            | Película para televisión                                             |
| 2003        | Wilder Days                                                      | Ladrón de coches/sustituto              | Película para televisión                                             |
| 2003        | Stealing Christmas                                               | Guardia de centro comercial             | Película para televisión                                             |
| 2003-2004   | Andrómeda                                                        | Shig                                    | 2 episodios                                                          |
| 2004        | Star Trek: Phase II                                              | Capitán Pike                            | Episodio "Origins: The Protracted Man"                               |
| 2004        | CSI: Miami                                                       | Ross Kaye                               | Episodio "Stalkerazzi"                                               |
| 2004        | The L Word                                                       | Harry Samchuk                           | 2 episodios                                                          |
| 2004        | The Chris Isaak Show                                             | Neil                                    | 2 episodios                                                          |
| 2004-2006   | The Collector                                                    | Narrador, Demonio de Nuremberg, Demonio | 23 episodios                                                         |
| 2004 y 2007 | Los 4400                                                         | Ryan Powell                             | 2 episodios                                                          |
| 2005        | La zona muerta                                                   | Pendragon                               | Episodio "Broken Circle"                                             |
| 2005        | Reunion                                                          | Michael Duggan                          | Episodio "1994"                                                      |
| 2005-2006   | Da Vinci's City Hall                                             | Detective Brian Curtis                  | 8 episodios                                                          |
| 2006        | Saved                                                            | Jack                                    | Episodio "Code Zero"                                                 |
| 2006        | Behind the Camera: The Unauthorized Story of 'Diff'rent Strokes' | Vic Perillo                             | Películas para televisión                                            |
| 2006        | Lesser Evil                                                      | Jon                                     | Películas para televisión                                            |
| 2007        | Masters of Horror                                                | Virgil                                  | Episodio "We All Scream for Ice Cream"                               |
| 2007        | Psych                                                            | Marvin                                  | Episodio "He Loves Me, He Loves Me Not, He Loves Me, Oops He's Dead" |
| 2007        | Men in Trees                                                     | Abogado                                 | Episodio "Chemical Reactions"                                        |
| 2007        | Eureka                                                           | Dr. Paul Suenos                         | Episodio "oche de suenoos                                            |
| 2008        | JPod                                                             | Steve Lefkowitz                         | 10 episodios                                                         |
| 2008        | The guard                                                        | Eric                                    | Episodio "Coming Through Fog"                                        |
| 2009        | Stargate Atlantis                                                | Mayor Paul Davis                        | Episodio "Enemy at the Gate"                                         |
| 2009        | The Crusader                                                     | Paul Weebler                            | Piloto                                                               |
| 2009        | Impact                                                           | David Rhodes                            | 2 episodios Miniserie                                                |
| 2009        | Fireball                                                         | Tim Timmonds                            | Películas para televisión                                            |
| 2010        | Goblin                                                           | Owen                                    | Películas para televisión                                            |
| 2010        | Living in Your Car                                               | Neil Stiles                             | 13 episodios                                                         |
| 2010        | Flashpoint                                                       | Roy Lane                                | 2 episodios                                                          |
| 2011        | Shattered                                                        | Jack                                    | Episodio "Unaired Pilot"                                             |
| 2011-2015   | Falling Skies                                                    | John Pope                               | 35 episodios                                                         |
| 2012        | Perception                                                       | Gerard Permut                           | Episodio "Pilot"                                                     |
| 2012        | The Eleventh Victim                                              | Cruise                                  | Película para televisión                                             |
| 2014        | Klondlike                                                        | Swiftwater Bill                         | Miniserie 3 episodios                                                |
| 2014        | Fools for Hire                                                   | Detective Lacey                         | 3 episodios                                                          |
| 2014        | Falling Skies: The Enemy Within                                  | John Pope                               | Miniserie 2 episodios                                                |
| 2014        | Hell on Wheels                                                   | Apostador                               | Episodio "Chicken Hill"                                              |
| 2014        | Rush                                                             | Tyler Duggans                           | Episodio "Because I Got High"                                        |
| 2015        | Convos with My 2-Year Old                                        | El capitán                              | 2 episodios                                                          |
| 2016        | The Magicians                                                    | Bjorn                                   | Episodio "Remedial Battle Magic"                                     |
| 2017        | Blood Drive                                                      | Julian Slink                            | 13 episodios                                                         |
| 2018        | Preacher                                                         | TC                                      | 10 episodios                                                         |
| 2019        | Hawaii Five-0                                                    | Scott Hester                            | Ke ala o ka pu                                                       |
| 2019        | Stumptown                                                        | Wallace Kane                            | 2 episodios                                                          |

* Fuente: Imdb

### Videojuego
| Año  | Título                  | Papel     | Notas |
| ---- | ----------------------- | --------- | ----- |
| 2014 | Falling Skies: The Game | John Pope |       |

* Fuente: Imdb

### Director
| Año  | Título       | Notas  |
| ---- | ------------ | ------ |
| 2007 | Centigrade   | Cortos |
| 2011 | Travel Plans | Cortos |
| 2012 | Goal!        | Cortos |

* Fuente: Imdb

### Guionista
| Año  | Título          | Notas  |
| ---- | --------------- | ------ |
| 1998 | Zacharia Farted |        |
| 2007 | Centigrade      | Cortos |
| 2011 | Travel Plans    | Cortos |
| 2012 | Goal!           | Cortos |

* Fuente: Imdb

### Productor
| Año  | Título          | Notas                     |
| ---- | --------------- | ------------------------- |
| 1998 | Zacharia Farted |                           |
| 2007 | Centigrade      | Cortos                    |
| 2011 | Travel Plans    | Cortos                    |
| 2012 | Rabid Love      | Corto Productor ejecutivo |

* Fuente: Imdb

## Premios
En 2007, su película Centigrade obtuvo el Kick Start Award.
En Canadá, ha estado nominado varias veces a los Leo Awards, llevándose cuatro veces el premio, en 2004, 2008 (2 premios) y 2014.
Obtiene los premios al favorito del público en Palm Springs International Film Festival, Victoria Independent Film Festival, y Sedona International Film Festival por Zacharia Farted.
| Año  | Premio                                           | Trabajo        | Resultado |
| ---- | ------------------------------------------------ | -------------- | --------- |
| 2014 | Mejor actor secundario o invitado en una comedia | Less Than Kind | Nominado  |

* Fuente: Imdb
| Año  | Premio                                           | Trabajo                   | Resultado |
| ---- | ------------------------------------------------ | ------------------------- | --------- |
| 2011 | Mejor actor invitado en serie dramática          | Flashpoint (2008)         | Nominado  |
| 2011 | Mejor actor secundario o invitado en una comedia | Living in Your Car (2010) | Nominado  |

* Fuente: Imdb
| Año  | Premio                                                                   | Trabajo                                                     | Resultado | Notas                                       |
| ---- | ------------------------------------------------------------------------ | ----------------------------------------------------------- | --------- | ------------------------------------------- |
| 1999 | Mejor película dramática                                                 | Zacharia Farted                                             | Nominado  | Junto a Damon Vignale                       |
| 2001 | Mejor actuación invitada o anfitrión de programa de variedades o musical | Big Sound                                                   | Nominado  | Por el episodio "The Day The Music Croaked" |
| 2004 | Mejor actor invitado                                                     | Da Vinci's Inquest (1998)                                   | Ganador   | Por el episodio "25 Dollar Conversation"    |
| 2004 | Mejor actor de corto                                                     | The 30 Second Guaranteed Foolproof Ancient Cantonese Method | Nominado  |                                             |
| 2005 | Mejor actor invitado                                                     | The Collector                                               | Nominado  | Por el episodio "Beginnings"                |
| 2006 | Mejor actor invitado en drama                                            | The Collector                                               | Nominado  | Por el episodio "The Media Baron"           |
| 2008 | Mejor director de corto                                                  | Centigrade                                                  | Ganador   |                                             |
| 2008 | Mejor actor en corto                                                     | Centigrade                                                  | Ganador   |                                             |
| 2008 | Mejor actor secundario en serie dramática                                | Jpod                                                        | Nominado  | Episodio "Senseless Prom Death"             |
| 2011 | Mejor actor secundario en serie dramática                                | Living in Your Car                                          | Nominado  | Episodio "Chapter 12"                       |
| 2014 | Mejor actor en serie web                                                 | Fools For Hire                                              | Ganador   | Episodio "The C Word"                       |

* Fuente: Imdb
| Año  | Premio               | Trabajo    | Resultado |
| ---- | -------------------- | ---------- | --------- |
| 2008 | Mejor actor de corto | Centigrade | Ganador   |

* Fuente: Imdb
| Año  | Premio                 | Trabajo    | Resultado |
| ---- | ---------------------- | ---------- | --------- |
| 2007 | Primer premio a cortos | Centigrade | Nominado  |

* Fuente: Imdb
| Año  | Premio           | Trabajo    | Resultado |
| ---- | ---------------- | ---------- | --------- |
| 2008 | Mención especial | Centigrade | Ganador   |

* Fuente: Imdb